# Maria Heiskanen
Maria Heiskanen (* 21. August 1970 in Kuopio) ist eine finnische Schauspielerin.

## Leben
Mit ihrem Leinwanddebüt im schwedischen Filmdrama Il capitano hatte sie an der Seite von Antti Reini und Berto Marklund ihren Durchbruch. Für ihre Rolle der Minna in dem von Jan Troell inszenierten Film wurde sie beim Chicago International Film Festival als beste Hauptdarstellerin ausgezeichnet. Anschließend arbeitete sie von 1993 bis 2003 in Schweden sowohl auf der Leinwand als auch im Theater, darunter im Königlich Dramatischen Theater und dem Riksteatern. Für ihre Rolle in dem erneut von Troell inszenierten Filmdrama Die ewigen Augenblicke der Maria Larsson wurde sie 2009 in der Kategorie Beste Hauptdarstellerin mit dem schwedischen Filmpreis Guldbagge ausgezeichnet.

## Filmografie (Auswahl)
- 1991: Il capitano
- 1993: Alarm in Sköldgatan (Brandbilen som försvann)
- 2001: So weiß wie im Schnee (Så vit som en snö)
- 2006: Lichter der Vorstadt (Laitakaupungin valot)
- 2008: Die ewigen Augenblicke der Maria Larsson (Maria Larssons eviga ögonblick)
- 2012: Unschuld (Uskyld)
- 2013: Real Humans – Echte Menschen (Äkta människor, Fernsehserie, eine Folge)
- 2014: Wie weit gehen? (Raja, Fernsehserie, drei Folgen)
- 2017: Rebecka Martinsson (Fernsehserie, zwei Folgen)
- 2023: Fallende Blätter (Kuolleet lehdet)